# Kolondiéba
Kolondiéba is een gemeente (commune) in de regio Sikasso in Mali. De gemeente telt 53.400 inwoners (2009).